# David Darricarrère
Pas d'image ? Cliquez ici

a Compétitions nationales et continentales officielles uniquement.

David Darricarrère, né le 17 mars 1971 à Tartas, est un joueur français de rugby à XV évoluant au poste de demi d'ouverture, reconverti en tant qu'entraîneur.
Son fils, Léon Darricarrère, est également joueur de rugby à XV.

## Biographie

### Joueur
Après sa formation à Mont-de-Marsan où il est considéré au même titre que Thomas Castaignède comme un grand espoir du rugby, il signe au Stade toulousain en 1993-1994. Barré par toute la ligne de trois-quarts de l'équipe de France, il n'est que remplaçant et n'est pas retenu dans les 21 lors des phases finales (alors que le Stade toulousain termine champion de France).
Il rejoint le Castres olympique pour la saison suivante. Recruté comme ouvreur pour succéder à Francis Rui, David ne s'impose pas et est relégué sur le banc. Cette saison-là, le CO va jusqu'en finale, battu par le Stade toulousain. Il porte ensuite les couleurs du RC Narbonne en 1996 où il occupe parfois le poste de trois-quarts centre avant de revenir dans son club formateur, le Stade montois jusqu'en 2000, année où il signe au Lannemezan Tarbes 65.
En 2002, il quitte les Hautes-Pyrénées pour rejoindre le club de Saint-Sever.
Il retourne par la suite au Stade montois, entre autres pendant la saison 2005-2006, au sein duquel il terminera sa carrière de joueur.

### Entraîneur
En 2007, il devient entraîneur responsable des arrières du Stade rochelais auprès de Serge Milhas. Troisième de la saison régulière 2009-2010, le Stade rochelais accède tout de même au Top 14. Le duo d'entraîneur est élu « meilleur staff de Pro D2 ». Il quitte le club rochelais en 2011 après trois saisons en Pro D2 et la dernière en Top 14.
Lors de la saison 2011-2012, il coentraîne l'US Dax en Pro D2 avec Frédéric Garcia, et Richard Dourthe comme manager.
La saison suivante, il rejoint le SU Agen en tant qu'entraîneur des arrières. Comme à Dax, il y reste une seule saison n'étant pas « en phase » avec la nouvelle politique sportive mise en place par le directeur sportif, Philippe Sella.
Il rejoint le Castres olympique en 2013, où il travaille sous les ordres du manager Matthias Rolland, et prend en charge les arrières aux côtés de Serge Milhas, l'entraîneur des avants qu'il a connu à La Rochelle. Champion de France en titre, le CO atteint une nouvelle fois la finale du championnat en 2014, où ils s'inclinent face au RC Toulon dans une finale identique à l'année précédente.
La saison 2014-2015 est plus compliquée, l'équipe tarnaise occupe la dernière place du classement à plusieurs reprises. Le duo d'entraîneur est menacé, et Serge Milhas est finalement remplacé, en février 2015, par Mauricio Reggiardo. David Darricarrère n'est pas conservé à la fin de saison, remplacé par Frédéric Charrier qui arrive d'Oyonnax aux côtés de Christophe Urios.
En septembre 2015, il rejoint le Biarritz olympique d'abord comme consultant auprès du président, Nicolas Brusque, puis il prend rapidement en charge l'entraînement, en remplacement des entraîneurs Eddie O'Sullivan et Pierre Chadebech. Benoît August conserve son poste d'entraîneur des avants. Durant l'intersaison 2016, Frédéric Garcia, avec qui Darricarrère a déjà collaboré à l'US Dax, remplace August. En 2017, il n'est pas conservé dans le nouveau staff du BO.
En 2017, il devient consultant pour Canal+ et commente ainsi des matchs de Top 14 sur Canal+ Sport.
En décembre 2017, il est nommé entraîneur des arrières de l'équipe de France des moins de 20 ans,. En juin 2018, il mène l'équipe au titre de champion du monde des moins de 20 ans aux côtés de Sébastien Piqueronies et Éric Dasalmartini.
Alors toujours en poste avec les Bleuets, il signe avec le Stade montois un contrat de deux ans, à compter de la saison 2019-2020. Il quitte finalement le club à l'issue de la première saison (interrompue à cause de la pandémie de Covid-19).
Il retourne au Castres olympique en cours de saison 2020-2021 pour entraîner les lignes arrières en remplacement de Stephane Prosper à partir du 29 décembre 2020. Le CO passe alors de la 13e place pour remonter en haut du classement du Top 14 avec 10 victoires en 13 matchs dont 5 succès consécutifs. Les olympiens passent du maintien à la course aux phases finales.
À l'intersaison 2024, Darricarrère quitte le Castres olympique pour rejoindre le CA Brive, paraphant un contrat de deux saisons et retrouvant Pierre-Henry Broncan.

## Carrière

### En tant qu'entraîneur
| Saison    | Club               | Division | Poste    | Classement                                       | Coupe d'Europe   | Challenge européen            |
| --------- | ------------------ | -------- | -------- | ------------------------------------------------ | ---------------- | ----------------------------- |
| 2007-2008 | Stade rochelais    | Pro D2   | Arrières | 5e, éliminé en demi-finale                       | -                | -                             |
| 2008-2009 | Stade rochelais    | Pro D2   | Arrières | 4e, éliminé en demi-finale                       | -                | -                             |
| 2009-2010 | Stade rochelais    | Pro D2   | Arrières | 3e, vainqueur de la finale d'accession au Top 14 | -                | -                             |
| 2010-2011 | Stade rochelais    | Top 14   | Arrières | 13e                                              | -                | Éliminé en quart-de-finale    |
| 2011-2012 | US Dax             | Pro D2   | Arrières | 4e, éliminé en demi-finale                       | -                | -                             |
| 2012-2013 | SU Agen            | Top 14   | Arrières | 13e                                              | -                | Éliminé en poule              |
| 2013-2014 | Castres olympique  | Top 14   | Arrières | Défaite en finale                                | Éliminé en poule | -                             |
| 2014-2015 | Castres olympique  | Top 14   | Arrières | 12e                                              | Éliminé en poule | -                             |
| 2015-2016 | Biarritz olympique | Pro D2   | Arrières | 8e                                               | -                | -                             |
| 2016-2017 | Biarritz olympique | Pro D2   | Arrières | 5e, éliminé en demi-finale                       | -                | -                             |
| 2019-2020 | Stade montois      | Pro D2   | Arrières | 11e (arrêt du championnat)                       | -                | -                             |
| 2020-2021 | Castres olympique  | Top 14   | Arrières | 7e                                               | -                | Éliminé en poule              |
| 2021-2022 | Castres olympique  | Top 14   | Arrières | 1er, défaite en finale                           | Éliminé en poule | Éliminé en huitième de finale |
| 2022-2023 | Castres olympique  | Top 14   | Arrières | 9e                                               | Éliminé en poule | -                             |

## Palmarès

### En tant que joueur
Avec le Stade toulousain
- Championnat de France de première division :
  - Champion (1) : 1994

Avec le Castres olympique
- Championnat de France de première division :
  - Vice-champion (1) : 1995

Avec le Stade montois
- Championnat de France d’Élite 2 : 
  - Champion (1) : 1999[20]
- Championnat de France de 1re division fédérale :
  - Vainqueur (1) : 1998[21].

### En tant qu'entraîneur
Avec le Castres olympique
- Championnat de France de Top 14 :
  - Vice-champion (2) : 2014, 2022

Avec le Stade rochelais
- Championnat de France de Pro D2 : 
  - Vainqueur de la finale d'accesion au Top 14 en 2010.

En sélection
- Tournoi des Six Nations des moins de 20 ans :
  - vainqueur (1) : 2018
- Championnat du monde junior :
  - Vainqueur (2) : 2018 et 2019

### Distinction personnelle
- Nuit du rugby 2010 : Meilleur staff d'entraîneur de la Pro D2 (avec Serge Milhas) pour la saison 2009-2010